# Cheated Hearts
Cheated Hearts è un singolo del gruppo Yeah Yeah Yeahs. È stato preso dal loro secondo album Show Your Bones. Il brano è arrivato al decimo posto delle migliori canzoni del 2006, classifica impostata dalla rivista britannica New Musical Express.
I video musicale è stato un collage di immagini create dai fans di tutto il mondo che hanno filmato loro stessi mentre imitavano la band.
La canzone è stata posizionata alla 326ª posizione delle migliori canzoni del 2000 da parte della webzine Pitchfork.

## Tracce
Heart-Shaped 7"
- "Cheated Hearts" (Radio Edit) - 3:34
- "Cheated Hearts" (Peaches Remix) - 5:13

UK Digital Single
- "Cheated Hearts" (Radio Edit) – 3:34
- "Thank You Were Wrong" – 6:10